# Martens’sche Klausel
Die Martens’sche Klausel, englisch Martens Clause, ist ein wichtiger Grundsatz des humanitären Völkerrechts. Sie wurde vom russisch-estnischen Diplomaten und Juristen Friedrich Fromhold Martens im Rahmen der Haager Friedenskonferenz von 1899 formuliert und gibt für Situationen in Kriegen und bewaffneten Konflikten, die nicht ausdrücklich durch geschriebenes internationales Recht reguliert sind, Brauch, Gewissen und Menschlichkeit als Maßstäbe zur Bewertung von Handlungen und Entscheidungen vor. Die Klausel ist in einer Reihe von völkerrechtlichen Verträgen explizit enthalten und gilt darüber hinaus als Völkergewohnheitsrecht. Obwohl sie mehrfach in Gerichtsentscheidungen zitiert wurde, ist ihre konkrete praktische Relevanz unter Juristen allerdings umstritten.

## Wortlaut und Entstehung
Die Martens’sche Klausel ist folgendermaßen formuliert:
„In Fällen, die von den geschriebenen Regeln des internationalen Rechts nicht erfasst sind, verbleiben Zivilpersonen und Kombattanten unter Schutz und der Herrschaft der Grundsätze des Völkerrechts, wie sie sich aus den feststehenden Gebräuchen, aus den Grundsätzen der Menschlichkeit und aus den Forderungen des öffentlichen Gewissens ergeben.“
In der Präambel des Zusatzprotokolls II zu den Genfer Konventionen ist folgende modifizierte Fassung enthalten:
„Die Hohen Vertragsparteien, […] eingedenk dessen, dass die menschliche Person in den vom geltenden Recht nicht erfassten Fällen unter dem Schutz der Grundsätze der Menschlichkeit und der Forderungen des öffentlichen Gewissens verbleibt, sind wie folgt übereingekommen  […]“
Durch die Martens’sche Klausel werden somit für Fragestellungen, die nicht durch geschriebenes internationales Recht geregelt sind, drei Maßstäbe definiert, die zur Entstehung neuer schützender Grundsätze des humanitären Völkerrechts beitragen oder zur Bewertung einer Handlung herangezogen werden können: Brauch, Gewissen und Menschlichkeit. Dieser Grundsatz, der als Völkergewohnheitsrecht gilt, wurde 1899 vom russisch-estnischen Juristen und Diplomaten Friedrich Fromhold Martens formuliert, der als Rechtsberater des russischen Zaren und von 1873 bis 1905 als Professor für Völkerrecht an der Universität von Sankt Petersburg wirkte.
Die Klausel ist, neben ihrer gewohnheitsrechtlichen Gültigkeit, in einer Reihe von völkerrechtlichen Abkommen explizit enthalten. So wird sie unter anderem genannt in der Präambel der Haager Landkriegsordnung von 1899 und 1907, in den die Kündigung durch eine Vertragspartei regulierenden Artikeln der vier Genfer Abkommen von 1949, im Artikel 1 des Zusatzprotokolls von 1977 zu den Genfer Abkommen über den Schutz der Opfer internationaler bewaffneter Konflikte sowie in der Präambel der Waffen-Konvention von 1980 über das Verbot oder die Beschränkung des Einsatzes bestimmter konventioneller Waffen, die übermäßige Leiden verursachen oder unterschiedslos wirken können. Die abgewandelte Form in der Präambel des Zusatzprotokolls von 1977 zu den Genfer Abkommen über den Schutz der Opfer nicht internationaler bewaffneter Konflikte enthält im Vergleich zur Originalfassung keinen Verweis auf die feststehenden Gebräuche. Als wahrscheinlicher Grund kann angenommen werden, dass zum Zeitpunkt der Verabschiedung des Protokolls noch nicht von einem hinreichend etablierten Gewohnheitsrecht für nicht internationale bewaffnete Konflikte ausgegangen werden konnte.
Die Klausel wurde von Friedrich Fromhold Martens ursprünglich als Kompromiss vorgeschlagen zur Lösung von Streitigkeiten während der Ersten Haager Friedenskonferenz von 1899 bezüglich der Behandlung von Zivilisten, die an Kampfhandlungen teilnehmen. Darüber hinaus sollte die Klausel das zu diesem Zeitpunkt bestehende Völkergewohnheitsrecht in seinem Bestand schützen und vor negativen Schlüssen aus der Nichterwähnung bestimmter Aspekte in den Haager Abkommen bewahren. Ihr Geltungsbereich hat sich seitdem jedoch in der Praxis verallgemeinert. Sie besagt danach im Grundsatz, dass es in einem bewaffneten Konflikt zu keinem Zeitpunkt einen völlig rechtsfreien Raum oder eine Situation ohne jegliche Gesetze gibt. Von Bedeutung ist die Martens’sche Klausel darüber hinaus bei der Bewertung des Einsatzes neu entwickelter Militärtechnologien beziehungsweise neuer Methoden der Kriegsführung, solange für deren Zulässigkeit beziehungsweise Beschränkungen von deren Anwendung keine vertragsrechtlichen Vereinbarungen gelten.

## Juristische Praxis
Die konkrete praktische Relevanz und Anwendbarkeit der Martens’schen Klausel ist aufgrund der sehr allgemeinen und unspezifischen Formulierung umstritten. Eine von Juristen und Völkerrechtsexperten mehrheitlich akzeptierte Auslegung besteht derzeit nicht. So gibt es verschiedene Auffassungen zur Frage, ob es beispielsweise im Rahmen der Strafverfolgung von Kriegsverbrechen zulässig ist, die Grundsätze der Menschlichkeit oder die Forderungen des öffentlichen Gewissens als Maßstab einer juristischen Bewertung heranzuziehen, die formalen Anforderungen an eine Verurteilung genügt. Vertreter einer strikten Interpretation argumentieren, dass die Klausel lediglich die Wertigkeit von gewohnheitsrechtlichen Prinzipien neben dem bestehenden positiven Recht betonen soll. Eine etwas weiter gefasste Auffassung geht davon aus, dass vor allem der Grundsatz, dass nicht jede nicht ausdrücklich verbotene Handlung automatisch erlaubt sei, die zentrale Aussage der Klausel sei. Am weitesten geht die Auslegung, dass durch die Klausel tatsächlich Menschlichkeit und Gewissen als neue und je nach Auffassung auch gleichberechtigte Prinzipien neben dem Gewohnheitsrecht Teil der Rechtsentstehung und Rechtsprechung im Völkerrecht sein sollten, wenn kein geschriebenes internationales Recht existiert. Ob eine dieser Interpretationen der tatsächlichen Intention von Martens entspricht, ist aufgrund der Entstehungsgeschichte nicht eindeutig nachvollziehbar.
Mehrere nationale und internationale Gerichte haben bisher die Martens’sche Klausel in ihren Entscheidungen verwendet. In keinem dieser Fälle wurden jedoch die Grundsätze der Menschlichkeit oder die Forderungen des öffentlichen Gewissens als neue und eigenständige Rechtsquellen herangezogen oder anerkannt. Die Klausel diente vielmehr als allgemeines Bekenntnis zu humanitären Prinzipien sowie als Leitlinie beim Verständnis und der Interpretation bestehender Regeln des Völkerrechts. Die Martens’sche Klausel wurde unter anderem in folgenden Gerichtsentscheidungen zitiert:
- Entscheidung des Obersten Gerichtshofs von Norwegen vom 27. Februar 1946 im Revisionsverfahren gegen Karl-Hans Hermann Klinge, Kriminalassistent der Gestapo (Bestätigung des durch die erste Instanz verhängten Todesurteils)
- Entscheidung des US-Militärtribunals III in Nürnberg vom 10. Februar 1948 im Fall United States vs. Krupp
- Entscheidung des niederländischen Kassationsgerichts vom 12. Januar 1949 im Verfahren gegen SS-Obergruppenführer Hanns Rauter, Generalkommissar für das Sicherheitswesen in den Niederlanden von 1940 bis 1945
- Entscheidung des Brüsseler Militärgerichts (Conseil de guerre de Bruxelles) vom 8. Februar 1950
- Entscheidung des Internationalen Strafgerichtshofs für das ehemalige Jugoslawien vom 8. März 1996 über die Zulassung der Anklage im Prozess gegen Milan Martić (Fall IT-95-11, Entscheidung IT-95-11-R61)
- Entscheidung des Verfassungsgerichts Kolumbiens vom 18. Mai 1995 zur Verfassungsmäßigkeit des Gesetzes zur Implementierung des Zusatzprotokolls vom 8. Juni 1977 zu den Genfer Abkommen vom 12. August 1949 über den Schutz der Opfer nicht internationaler bewaffneter Konflikte (Entscheidung C-225/95)
- Gutachten des Internationalen Gerichtshofs vom 8. Juli 1996 zur Frage der Zulässigkeit des Einsatzes von Atomwaffen oder der Androhung des Einsatzes
- Urteil des Bundesverfassungsgerichts vom 26. Oktober 2004 zur Vereinbarkeit der Enteignungen in der ehemaligen Sowjetischen Besatzungszone zwischen 1945 und 1949 mit dem Völkerrecht (Entscheidung BVerfG, 2 BvR 955/00 vom 26.10.2004)

## Entsprechung im internationalen Umweltrecht
Die Weltnaturschutzunion (International Union for Conservation of Nature and Natural Resources, IUCN) empfahl im Rahmen ihres Weltkongresses im Oktober 2000 in Amman einen Mindeststandard für den Umweltschutz, der in Bereichen gelten soll, für die noch keine relevanten internationalen Umweltschutzabkommen existieren. Die entsprechende Formulierung „until a more complete international code of environmental protection has been adopted“ – „bis zur Verabschiedung eines umfassenderen internationalen Umweltrechts“ – orientierte sich dabei ebenso an der Martens’schen Klausel wie der Wortlaut des vorgeschlagenen Standards selbst:
„The level of protection afforded to the biosphere and all its constituent elements and processes is to be based upon principles of international law derived from established customs, from dictates of the public conscience, and from the principles and fundamental values of humanity acting as steward for present and future generations.“
„Das Ausmaß des Schutzes der Biosphäre und all ihrer Elemente und Prozesse soll auf internationalen Rechtsprinzipien beruhen, die sich ergeben aus den etablierten Gebräuchen, aus den Forderungen des öffentlichen Gewissens und aus den Prinzipien und Grundwerten einer Menschheit, die als Bewahrer für heutige und zukünftige Generationen handelt.“